# Résolution 390 du Conseil de sécurité des Nations unies
Membres permanents
- Chine
- États-Unis
- France
- Royaume-Uni
- URSS

Membres non permanents
- Bénin
- Guyana
- Italie
- Japon
- Libye
- Pakistan
- Panama
- Roumanie
- Suède
- Tanzanie

Résolution no 389 Résolution no 391
La résolution 390 du Conseil de sécurité des Nations unies, adopté le 28 mai 1976, examine un rapport du secrétaire général concernant la Force des Nations unies chargée d'observer le désengagement (FNUOD). Le Conseil prend note des efforts déployés pour établir une paix durable et juste au Moyen-Orient, mais exprime sa préoccupation face à l'état de tension qui prévaut dans la région. 
La résolution décide :
- De demander aux parties d'appliquer la résolution 338.
- De renouveler le mandat de la FNUOD de six mois.
- De demander au Secrétaire général de présenter un nouveau rapport sur la situation à la fin de cette période.

La résolution est adoptée avec 13 voix, la Chine et la Libye ne participent pas au vote.